# 쿠온지 우쿄
쿠온지 우쿄(久遠寺 右京,くおんじ うきょう)는 다카하시 루미코(高橋留美子)의 만화 『란마 1/2』 및 그 파생 작품에 등장하는 가공의 인물. 성우는 애니메이션에서는 츠루 히로미, SANKYO 파칭코판에서는 야마자키 카즈카나.

## 인물
오코노미야키집을 운영하는 여자아이로, 사오토메 란마의 소꿉친구이자 약혼자 2호이다. 애칭은 '우짱'.
간사이 사투리를 구사하며, 등에 큰 주걱을 메고 있다. 남자보다 낫지만 잘 보살피고 시원시원한 성격. 란마에 대해서는 여자아이다운 일면도 보이고 있으며, 의도적으로 희로애락의 표정을 구분해 우유부단한 란마를 휘두르는 강함을 보이기도 하지만, 샴푸, 쿠노 코다치만큼은 란마에 강제로 다가가는 것은 없다. 그림 잘 그린다. 1인칭은 '우치'.

## 작중행적

### 과거
란마가 어릴 적 아버지 사오토메 겐마와 함께 수행으로 각지를 전전하고 있을 때, 오코노미야키 포장마차를 운영하는 우쿄 부녀와 만났고, 그 이후 란마는 몇 번이고 우쿄와의 '승부'에서 이기고는 우쿄로부터 공짜로 오코노미야키를 받았다.
그 후, 우쿄의 아버지가 겐마에게 우쿄을 란마의 며느리로 삼겠다고 제안하고, 이미 겐마와 텐도 소운 사이에 '소운의 딸을 란마의 약혼자로 삼겠다'는 약속이 잡혀 있었기 때문에, 겐마는 제의를 일단은 거절하지만, 우쿄의 아버지가 지참금 대신 포장마차를 보내려고 한다는 것을 안 겐마는 욕심에 눈이 멀어 우쿄을 란마의 약혼자으로 삼겠다고 약속해 버렸고, 곤란한 겐마가 란마에게 '오코노미야키와 우쿄 중 어느 쪽을 좋아하느냐'고 물었더니, 란마는 '오코노미야키'라고 대답했다. 사오토메 부자에게 버림받은 형태가 된 우쿄는 사오토메 부자에 대한 복수를 맹세하고, 이후, 여자를 버리고 남장을 하여 거친 파도와 맞서 사람 키만한 주걱를 무기 삼아 싸움 실력을 쌓으며, 오코노미야키 만드는 실력을 갈고 닦게 된다.

### 현재
그 후 란마를 따라 후린칸 고등학교에 전학하여 란마와 승부하였고, 그 와중에 모든 사정을 이해한 란마와 화해하여 정식으로 또 한 사람의 약혼자가 되었다
또한 란마는 우쿄가 후린칸 고등학교에 전학올 때까지 우쿄을 남자라고 생각하고 있으며, 실제로 후린칸 고등학교 전학 후에도 등교 시에는 가쿠란을 착용하고 있다. 본작의 여성 캐릭터로서는 드물게 색기 씬은 드물고 수영복 씬도 한 번 밖에 없지만, 애니메이션판에서는 여자 제복 차림이나 체조복 차림, 드레스 차림까지 피로하고 있다. 이야기 종반에서는, 샴푸, 쿠노 코다치과 함께 트리오로 등장하는 일이 많아졌다.

## 연애
자신과 같이 란마의 약혼자인 텐도 아카네와는 라이벌 관계. 그러나, 아카네와는 사이가 좋은 친구 관계에 있어, 완력에 호소하는 일은 거의 없고, 연적의 배제를 목표로 해도, 대개는 아카네를 히비키 료가와 붙이는, 란마를 오코노미야키로 「먹잇감」해 회유하는 등 간접적인 계책을 준비하고 있다. 또 샴푸나 쿠노 코다치처럼 란마의 마음을 완전히 무시하고 폭주하는 일도 적다. 아카네 쪽도 우쿄의 과거를 알고 있고, 거의 적의를 품고 있지 않다. 노름왕 킹에게 텐도가 자택과 도장을 압류당했을 때에는, 일가가 우쿄의 자택(점포의 2층)에 굴러 들어가, 신세를 지고 있었다. 또, 길을 잃기 직전의 쿠노이치, 코나츠를 도왔다(실제로는 다쓰시장을 오코노미야키로 해서 건네주었다) 때에, 마을에 돌아가려고 한 코나츠가 우쿄를 그리워하고 있는 것을 알았기 때문에 붙잡아 그 후, 가게에서 더부살이하는 웨이트리스로 만들고 있다. 
남자 고등학교에 다닐 때에 쿠레나이 츠바사라는 여장 취미의 남자에게 반했다. 료가와는 같은 처지에 있기 때문에 종반까지 콤비를 이룰 때가 많았고, 파연동의 유령들로부터는 란마와 아카네보다 사이가 좋은 커플로 판단되는 등 궁합은 좋았다. 파련동을 지나간 결과, 2명은 싸우고 헤어졌지만, 아카네로부터는 싸울 정도로 사이가 좋다고도 알려져 있다. 덧붙여 파련동에서는 란마와 아카네는 료가와 우쿄가 사귀고 있다고 오해한 채 이야기가 종료되고 있지만, 후에 료가와 운류 아카리의 교제가 시작되었을 때는 우쿄에 대해 언급하지 않고 있다.

## 손재주
사오토메 부자에 대한 복수심 때문에 오코노미야키 뿐만 아니라, 무술의 마음가짐도 가지고 있다. 「오코노미야키」의 반죽이나 도구를 전투용으로 개량해 무기로서 이용한다. 상대를 직접 치는 기술은 거의 없고, 주로 상대의 약체화를 도모하는 기술을 많이 사용하여, 평소에 짊어지는 거대한 주걱를 결정적인 수단으로 하고 있다. 오코노미야키 주걱을 날림 도구로 사용하는 경우도 많다.